# Ейджакс
Ейджакс (англ. Ajax) — містечко (67,09 км²) в провінції Онтаріо у Канаді в Регіональному муніципалітеті Дюрем. Ейджакс лежить 25 км схід від міста Торонто на березі озера Онтаріо.
Містечко налічує 90 167 мешканців (2006) (1 344,0/км²).
Містечко — частина промислового району, прозваного «Золотою підковою» (англ. Golden Horseshoe).
У Ейджаксі розташовані штаб-квартири та виробничі потужності кількох корпорацій:
- Фольксваґен Канада
- Дюпон (англ. DuPont)
- Пейнтплас (англ. Paintplas)
- Ейджакс Текстайл (англ. Ajax Textile)

## Особливості
- «Золота підкова» — (англ. Golden Horseshoe)